# Кумнаколь
Кумнаколь (каз. Құмнакөл) — озеро в Фёдоровском районе Костанайской области Казахстана. Находится в 19 км к юго-востоку от посёлка Костычевка.
По данным топографической съёмки 1944 года, площадь поверхности озера составляет 3,21 км². Наибольшая длина озера — 2,2 км, наибольшая ширина — 1,9 км. Длина береговой линии составляет 6,7 км, развитие береговой линии — 1,05. Озеро расположено на высоте 198,3 м над уровнем моря.